# EHCC Arena
EHCC Arena är speedwaylaget Örnarnas hemmaarena.
Arenan ligger vid gården Grevby nära Hasslerör i Mariestads kommun. Det ursprungliga namnet på arean var Grevby efter gården. Namnet ändrades till Husky-arena den 8 maj 2004 när klubben fick en ny huvudsponsor Canvac AB. Namnet ändrades sedan till Canvac Arena och innan slutet på 2010-talet till EHCC Arena.
Banlängden är på 295 m, raksträckorna 60 m, kurvradien 30 m och en kurvbredden 16 m.